# Omar de la Cruz (futbolista)
Omar de la Cruz (Ibiza, 20 de mayo de 2002) es un futbolista hispano-dominicano que juega en la demarcación de centrocampista para el Cibao FC de la Liga Dominicana de Fútbol. Es internacional absoluto con la selección de fútbol de la República Dominicana.

## Selección nacional
Tras jugar en las categorías inferiores de la selección, finalmente el 6 de junio de 2024 hizo su debut con la selección de República Dominicana en un partido de clasificación de Concacaf para la Copa Mundial de Fútbol de 2026 contra Jamaica que finalizó con un resultado de 1-0 a favor del combinado jamaicano tras el gol de Shamar Nicholson.
Disputó los Juegos Olímpicos de París 2024 con la selección sub-23 de República Dominicana.

### Participaciones en Juegos Olímpicos
| Juegos Olímpicos               | Sede    | Resultado      | Partidos | Goles |
| ------------------------------ | ------- | -------------- | -------- | ----- |
| Juegos Olímpicos de París 2024 | Francia | Fase de grupos | 3        | 0     |

## Clubes
| Club                    | País                 | Año       | Partidos | Goles |
| ----------------------- | -------------------- | --------- | -------- | ----- |
| CD Calahorra B          | España               | 2020-2021 | 14       | 0     |
| CD Calahorra            | España               | 2021-2022 | 5        | 0     |
| CD Ibiza Islas Pitiusas | España               | 2022-2023 | 38       | 0     |
| SCR Peña Deportiva      | España               | 2023-2024 | 11       | 0     |
| Patriotas Boyacá        | Colombia             | 2024-2025 | 5        | 0     |
| Cibao FC                | República Dominicana | 2025-     | 2        | 0     |

## Palmarés

### Títulos nacionales
| Título                          | Club     | Año  |
| ------------------------------- | -------- | ---- |
| Copa de la República Dominicana | Cibao FC | 2025 |